# Sárgacsőrű kacika
A sárgacsőrű kacika (Amblycercus holosericeus) a madarak osztályának verébalakúak (Passeriformes) rendjébe, azon belül a csirögefélék (Icteridae) családjába tartozó Amblycercus nem egyetlen faja.

## Rendszerezése
A fajt Ferdinand Deppe német ornitológus írta le 1830-ban, a seregélyfélék (Sturnidae) családjába tartozó Sturnus nembe Sturnus holosericeus néven.

## Alfajai
- Amblycercus holosericeus australis[2] Chapman, 1919 vagy Amblycercus australis[1]
- Amblycercus holosericeus flavirostris Chapman, 1915
- Amblycercus holosericeus holosericeus (Deppe, 1830)[2]

## Előfordulása
Mexikó, Costa Rica, Guatemala, Honduras, Nicaragua, Panama, Salvador, Belize, Bolívia, Kolumbia, Ecuador, Peru és  Venezuela területén honos. A természetes élőhelye szubtrópusi és trópusi síkvidéki és hegyi erdők. Állandó, nem vonuló faj.

## Megjelenése
Testhossza 21 centiméter, testtömege 53 gramm. Tollazata fekete színű.

## Életmódja
Főleg rovarokkal táplálkozik.